# او-۷۶۰
زیردریایی یو-۷۶۰ (به انگلیسی: German submarine U-760) یک زیردریایی بود که طول آن ۶۷٫۱ متر (۲۲۰ فوت ۲ اینچ) بود. این زیردریایی در سال ۱۹۴۲ ساخته شد.